# Atyria stenochora
Atyria stenochora là một loài bướm đêm trong họ Geometridae.